# AF Virois
El AF Virois es un equipo de fútbol de Francia que juega en el Championnat National 3, la quinta división nacional.

## Historia
Fue fundado en el año 1962 en la comuna de Vire-Normandie con el nombre USM Vire football como la sección de fútbol del USM Vire. En 1997 se declaran como un equipo de fútbol independiente y pasa a ser el FSM Vire, nombre que utilizaron hasta el 2000 cuando se fusionaron con el US Saint-Germain-de-Tallevende y pasaron a llamarse FSM Vire-Saint Germain. En 2002 cambia su nombre por el que tiene actualmente.
Su primera aparición en la Copa de Francia se da en la temporada 1962/63 donde pierde por 0-1 ante el SU Dives el 30 de septiembre de 1962, pero su gran salto se da en los años 1990 cuando juega a nivel nacional por primera vez en la Nacional 3 en 1991, misma temporada en la que juega por segunda ocasión la Copa de Francia donde es eliminado por el Le Havre AC por 0-3, siendo la primera ocasión en la que enfrenta en un partido oficial a un equipo de la Ligue 1.
En 1998 regresa a las competiciones nacionales como equipo de la CFA 2 donde permaneció por cinco temporadas y jugaría en tres ocasiones en la Copa de Francia, donde destacó la eliminación en la edición de 2002/03 ante el LB Châteauroux por 0-7. A partir de la temporada 2017/18 participa regularmente en la Copa de Francia, donde llegaría a la ronda de 1/32 en la edición de 2022/23 donde sería eliminado por el SM Caen por 0-2, misma temporada en la que por primera vez logra el ascenso al Championnat National 2.

## Palmarés
- Championnat National 2: 1

2023
- DH Basse-Normandie: 1

1992
- DSR Basse-Normandie: 2

2009, 2015
- PH Basse-Normandie: 1

1988
- Division 1 de District Basse-Normandie: 1

1964

## Presidentes
| Periodo   | Nombre               |
| --------- | -------------------- |
| 1966-1967 | Lucien Allais        |
| 1967-1972 | Jean-Yves Fautrard   |
| 1972-1974 | Loic Lefebvre        |
| 1974-1976 | Cedric Cottereau     |
| 1976-1978 | Louis Legatellois    |
| 1978-1982 | Yves Landegren       |
| 1982-1986 | Roland Beras         |
| 1986-1987 | Pierre Romero        |
| 1987-1993 | Gérard Barbier       |
| 1993-1994 | Christiane Thouroude |
| 1994-2001 | Jacques Gellé        |
| 2001-2002 | Claude Chotteau      |
| 2002-2004 | Patrick Desmortreux  |
| 2004-2005 | Jacky Rougereau      |
| 2005-2014 | Patrick Prunier      |
| 2014 –    | Christophe Lécuyer   |